# Fernando en Filippo
Fernando en Filippo (Tong-tiki-tong) is een single van Milly Scott.

## Achtergrond
Het was de Nederlandse inzending voor het Eurovisiesongfestival 1966 in de villa van Radio Luxemburg in Luxemburg. Milly Scott had met dit liedje in het Nationaal Songfestival 1966 onder andere Bob Bouber en Helen Shepherd verslagen. Scott stond in Luxemburg als zestiende op het podium en werd begeleid door het orkest onder leiding van Dolf van der Linden. Ze eindigde als vijftiende in een veld van achttien.
Het lied is geschreven door Cees Bruyn (muziek) en Gerrit den Braber (tekst). Cees Bruyn was orkestleider, ook tijdens de opnamen van deze single. Gerrit den Braber was haast een vaste tekstschrijver voor songfestivalliedjes.
Bruyn en Den Braber hadden Scott eerder geholpen aan Zeg ’s eerlijk.
Onderwerp is de liefde van Fernando en Filippo uit Santiago voor een meisje in San Antonio. Fernando reist steeds naar haar toe, maar het meisje is intussen zelf naar Filippo gegaan.
De B-kant Graag of niet van Pieter Goemans was een inzending voor de voorrondes van het Nationaal Songfestival, maar haalde het niet.

## Trivia
- Tijdens het internationale songfestival was Milly Scott de eerste zangeres met een donkere huidskleur (pas veel later kreeg ze wat dat betreft een opvolger) en dito muziek. Ze kwam uit Den Helder en was van Surinaamse komaf. Later zou Scott zeggen dat haar lage score mede te wijten was aan enig racisme, zonder daar harde bewijzen voor te hebben.
- Ze voegde zelf de betekenisloze en rumbaswingende tekst tong-tiki-tong toe, hetgeen in de jazzwereld waaruit zij afkomstig was al ruim en breed ingeburgerd was, doch zeker nog niet in de “witte” popmuziek. Ze zong deze tekst voordat ze op het podium stond en kwam dus zingend het podium op.
- Een aantal jaren achter elkaar werden singles van inzendingen voor het Eurovisiesongfestival uitgegeven door Philips Records; de single van Scott kwam uit op het Nederlandse platenlabel CNR Records.
- Er verscheen van het lied ook een Engelse (Fernando and Filippo) en Spaanse versie (Fernando y Felipe) op de markt.
- De naam Filippo is niet Spaans. Een dubbele medeklinker is in het Spaans niet mogelijk. Filipo zou eventueel kunnen, maar de Spaanse versie van de naam is Felipe.
- Trijntje Oosterhuis zong dit nummer in de film Abeltje uit 1998.

## Hitnotering

### Nederlandse Top 40
Milly Scott was de eerste Nederlandse Eurovisiesongfestivalzanger(es) die de Nederlandse Top 40 wist te halen. De lijst was gestart in januari 1965, maar de inzending uit 1965 't Is genoeg van Connie Vandenbos haalde het niet.
| Positie: | 30 | 21 | 19 | 16 | 21 | 26 | uit |

Muziek Expres noteerde Scott een maand lang op plaats 10 in hun maandlijst april 1966.
1956: De vogels van Holland / Voorgoed voorbij · 1957: Net als toen · 1958: Heel de wereld · 1959: 'n Beetje · 1960: Wat een geluk · 1961: Wat een dag · 1962: Katinka · 1963: Een speeldoos · 1964: Jij bent mijn leven · 1965: 't Is genoeg · 1966: Fernando en Filippo · 1967: Ring-dinge-ding · 1968: Morgen · 1969: De troubadour · 1970: Waterman · 1971: Tijd · 1972: Als het om de liefde gaat · 1973: De oude muzikant · 1974: Ik zie een ster · 1975: Ding-a-dong · 1976: The party's over · 1977: De mallemolen · 1978: 't Is O.K. · 1979: Colorado · 1980: Amsterdam · 1981: Het is een wonder · 1982: Jij en ik · 1983: Sing me a song · 1984: Ik hou van jou · 1986: Alles heeft ritme · 1987: Rechtop in de wind · 1988: Shangri-la · 1989: Blijf zoals je bent · 1990: Ik wil alles met je delen · 1992: Wijs me de weg · 1993: Vrede · 1994: Waar is de zon · 1996: De eerste keer · 1997: Niemand heeft nog tijd · 1998: Hemel en aarde · 1999: One good reason · 2000: No goodbyes · 2001: Out on my own · 2003: One more night · 2004: Without you · 2005: My impossible dream · 2006: Amambanda · 2007: On top of the world · 2008: Your heart belongs to me · 2009: Shine · 2010: Ik ben verliefd (sha-la-lie) · 2011: Never alone · 2012: You and me · 2013: Birds · 2014: Calm after the storm · 2015: Walk along · 2016: Slow down · 2017: Lights and shadows · 2018: Outlaw in 'em · 2019: Arcade · 2020: Grow · 2021: Birth of a new age · 2022: De diepte · 2023: Burning daylight · 2024: Europapa